# 辻萬長
辻 萬長（つじ かずなが、1944年〈昭和19年〉2月9日 - 2021年〈令和3年〉8月18日）は、日本の俳優、声優。本名同じ。名の読みは「かずなが」だが、俳優仲間から「ばんちょうさん」と呼ばれ、自己紹介でも時折「ばんちょう」と名乗っていた。
佐賀県佐賀市神野町出身。佐賀県立佐賀高等学校卒業。テコジャパンエージェンシー、おぎいくこ事務所、こまつ座を経て、ワタナベエンターテインメント所属。

## 来歴
豆腐屋を営む両親のもとに長男として生まれる。
高校の演劇部では舞台装置の図面を書くなど裏方として活動していたが、徐々に演じる方にも興味を持ち、役者としても出演するようになる。
1962年、高校卒業。同年、劇団俳優座付属俳優養成所に14期生として入所（同期には佐藤信、串田和美、吉田日出子、清水綋治、新橋耐子、有川博がいる）。また、村井國夫は佐賀高校演劇部の1年後輩であり、俳優座俳優養成所でも1年後輩の15期生である。
1965年に俳優座養成所を卒業し、劇団「仲間」に入団。
1970年に仲間を退団。
1991年からは井上ひさしが主宰するこまつ座唯一の所属俳優となる。
死去した名古屋章に代わり、『トイ・ストーリー3』以降のシリーズでMr.ポテトヘッド役を担当していた。
2022年放送の大河ドラマ『鎌倉殿の13人』に伊東祐親役で出演予定で一部収録も行われていたが、病気療養のため辞退し、降板した。
2021年8月18日、腎盂がんのため死去。77歳没。

## 人物
- 特技は体操[1]、歌[1]、乗馬[2]。趣味は工作[2]。
- 妻は児童文学作家の辻邦、長男の輝猛は俳優、次男の敦尊は音楽家・映像作家・エンジニア。

## 出演作品

### テレビドラマ
- 大河ドラマ（NHK）
  - 竜馬がゆく（1968年） - 千屋寅之助
  - 新・平家物語（1972年） - 山木兼隆
  - 国盗り物語（1973年） - 荒木新五郎
  - 勝海舟（1974年） - 吉岡勇平
  - 元禄太平記（1975年） - 小林平八
  - 黄金の日日（1978年） - 浅野長政
  - 草燃える（1979年） - 安念
  - 峠の群像（1982年） - 鈴田十八
  - 徳川家康（1983年） - 野中重政
  - 春の波涛（1985年） - 青木年男
  - 太平記（1991年） - 高師重
  - 八代将軍吉宗（1995年） - 武藤庄十郎
  - 風林火山（2007年） - 勝沼信友
  - いだてん〜東京オリムピック噺〜（2019年） - 加納久宜
- 特別機動捜査隊 第343話「夢の崩れるとき」（1968年、NET）
- 五番目の刑事 第4話「太陽が西から昇った!!」（1969年、NET） - 高宮宏二
- 黒部の太陽 第9話（1969年、NTV）
- 天皇の世紀 第一部 第1話「黒船渡来」（1971年、ABC）
- 宇宙猿人ゴリ対スペクトルマン （1971年、ピー・プロダクション / CX）
  - 第25話「マグラー、サタンキング二大作戦!」
  - 第26話「二大怪獣東京大決戦!!」 - 天文台所員
- 連続テレビ小説（NHK）
  - 藍より青く（1972年）
  - ゲゲゲの女房（2010年） - 三井軍曹
  - なつぞら（2019年） - 藤田正士
- 銀河テレビ小説（NHK）
  - 生きて愛して（1973年） - 岸田劉生
- 荒野の用心棒（1973年、NET / 三船プロ）
  - 第14話「黒豹は死の追跡を狙って…」
  - 第21話「山峡に脱獄犯を追って…」 - 権次
- 大江戸捜査網（12ch→TX / 三船プロ）
  - 第115話「隠密同心射たれる!」（1973年） - 新吉
  - 第551話「白昼夢 過去を暴く脅迫状」（1982年） - 辰次
  - 第566話「凶弾! 白い肌の襲撃者」（1982年） - 三田村左門
- アイフル大作戦 第51話「SOS 宝石強盗団」（1974年、TBS）
- 特捜記者 犯罪を追え 第11話「罠にはまった女」（1974年、KTV）
- 荒野の素浪人 第2シリーズ 第17話「遊女狂乱」（1974年、NET）- 山根三郎太
- ポーラテレビ小説（TBS）
  - わたしは燁（1974年 - 1975年）
  - 愛をひとつまみ（1981年 - 1982年） - 瀬上浩平
- 右門捕物帖 第37話「お島恨み節」（1974年、NET / 東映）
- プレイガールQ 第15話「やわ肌はゲン生がお好き」（1975年） - 軍次
- 炎の記憶（1975年、NTV）
- ザ・スペシャル / 落日燃ゆ（1976年、NET）
- NHK特集 / 明治の群像 海に火輪を （1976年、NHK）
- 三男三女婿一匹（1976年、TBS）
- 太陽にほえろ!（東宝 / NTV）
  - 第191話「冬の女」（1976年） - 江原義照
  - 第503話「山さんとラガー」（1982年） - 黒田正己
  - 第567話「純情よ、どこへゆく」（1983年） - 田沼安次
  - 第642話「ハワイアン・コネクション」（1985年） - 佐久間良次
  - 第678話「山村刑事の報酬なき戦い」（1986年） - 友成一彦
- Gメンシリーズ（TBS / 東映→近藤照男プロ）
  - Gメン'75
    - 第73話「バカ! 大人のバカ!!」（1976年） - 船田政義
    - 第153話「魚の戦争」（1978年） - 宇田川
    - 第237話「カーアクション強盗団」（1979年） - 田島公三
    - 第243話「奇妙な男と女のギャング」（1980年） - 通称 兄貴
    - 第253話「白バイに乗った暗殺者たち」、第254話「警視庁の女スパイ」（1980年） - 庄司
    - 第283話「オホーツク海の幽霊船」（1980年）- 犬丸晋吉（公安監督庁北海道支局監督官）
    - 第292話「香港の女カラテ対Gメン」 - 第294話「香港の女カラテ対GメンPART3」（1981年） - 本多貢

  - Gメン'82 第10話「燃えよ! 香港少林寺」（1983年） - 周警部
- 破れ奉行 第3話「無情!人斬り河岸」（1977年、ANB / 中村プロ） - 卯之吉
- 必殺シリーズ（ABC / 松竹）
  - 新・必殺仕置人（1977年） - 与力・高井
    - 第2話「情愛無用」
    - 第3話「現金無用」
    - 第5話「王手無用」
    - 第7話「貸借無用」

  - 江戸プロフェッショナル・必殺商売人 第23話「他人の不幸で荒稼ぎ」（1978年） - 荒巻伝九郎
  - 必殺からくり人・富嶽百景殺し旅 第7話「駿州江尻」（1978年） - 渡世人・仁助
  - 新・必殺仕事人 第27話「主水 出張する」（1981年） - 井川将監
  - 新・必殺仕舞人 第3話「三界節娘恋し父恋し」（1982年） - 洋八
  - 必殺仕事人III
    - 第9話「年末賞与を横取りしたのはせんとりつ」（1982年） - 田山力弥
    - 第33話「囮になったのはおりく」（1983年） - 辰平

  - 必殺仕事人IV 第2話「秀、少女の謎を明かす」（1983年） - 十津川鉄山
  - 必殺仕切人 第10話「もしも超能力でシャモジが曲がったら」（1984年） - 竜海
  - 必殺まっしぐら! 第1話「秀が帰ってきた!」（1986年） - 丁字屋藤七
  - 必殺スペシャル・秋 仕事人vs仕事人 徳川内閣大ゆれ! 主水にマドンナ（1989年）- 立花左近
- 華麗なる刑事 第24話「恐怖のドライブ・イン」（1977年、CX） - トレーラー運転手
- 伝七捕物帳 第145話「下町情話板前仁義」（1977年、NTV）- ろくろ首の周平
- 新 木枯し紋次郎（1977年、12ch）
  - 第1話「霧雨に二度哭いた」- 京助
  - 第22話「鬼が一匹関わった」- 十文字屋金三郎
- 特捜最前線（ANB / 東映）
  - 第7話「愛の刑事魂」（1977年）
  - 第110話「列車大爆破0秒前!」（1979年） - 栗原
  - 第422話「姑誘拐・ニッポン姨捨物語!」（1985年）
- 人形佐七捕物帳 第12話「寅の日は御用の日」（1977年、ANB）
- 桃太郎侍（NTV）
  - 第44話「手鎖慕情」（1977年）
  - 第94話「早替りお化け屋敷」（1978年）
- 銭形平次 （CX / 東映）
  - 第610話「姉妹」（1978年） - 弥助
  - 第691話「涙の重さ」（1979年） - 弥吉
  - 第847話「地獄からの使者」（1983年） - 増田屋
- 人間の証明 第6話（1978年、MBS） - 森戸
- 大追跡 第7話「札束と赤いバラ」（1978年、NTV） - 瀬川
- 遠山の金さん 第2シリーズ 第18話「石川島怨み唄」（1979年、ANB） - 藤五郎
- 土曜ワイド劇場（ANB）
  - 0計画を阻止せよ -総理大臣誘拐-（1979年）
  - ヒット曲は殺しのテーマ 忘れない女（1982年）
  - 考古学者シリーズ 第3作「女優殺し」（1983年）
  - 赤いドレスの女（1985年）
  - 探偵・神津恭介の殺人推理 第6作「私は殺される」（1987年） - 水上晋
  - 行きずりの街（2000年） - 古川刑事
- 江戸の旋風シリーズ（CX）
  - 同心部屋御用帳 江戸の旋風IV 第23話「五年目の青空」（1979年） - 平七
  - 新・江戸の旋風 第11話「八丁堀慕情」（1980年） - 秀次郎
- 半七捕物帳 第1話「異人の首」（1979年、ANB）
- 新五捕物帳 第79話「涙の兄妹人形」（1979年、NTV） - 直吉
- 大空港 第43話「新米刑事が翔んだ!」（1979年、CX / 松竹）
- 江戸の激斗 第9話「非情の罠・群狼を斬れ!」（1979年、CX） - 伊佐吉
- 新・座頭市III 最終回「夢の旅」（1979年、CX）
- 大激闘マッドポリス'80 第1話「マフィアからの挑戦」（1980年、NTV）
- 風神の門 第8話「変身居士」（1980年、NHK） - 東田市之介
- 非情のライセンス 第3シリーズ 第25話「兇悪の誘拐・恐怖のカーテレフォン」（1980年、ANB） - 須藤真澄
- 水戸黄門（TBS / C.A.L）
  - 第11部 第7話「うっかり八兵衛お殿様 -本荘-」（1980年9月29日） - 若月
  - 第19部
    - 第5話「謎の剣士! 烏天狗 -中村-」（1989年10月23日） - 松沢
    - 第21話「烏に狙われた女 -富山-」（1990年2月19日） - 黒部の烏

  - 第20部 第12話「悪を糺す阿波踊り-徳島-」（1991年1月28日） - 伴野
  - 第24部 第21話「鬼と呼ばれた父の真実 -鳥取-」（1996年2月12日） - 赤井源蔵
  - 第32部 第8話（SP）「決戦! 加賀百万石 -金沢-」（2003年9月22日） - 栗山膳太夫
  - 第34部 第3話「父子つないだ職人魂 -相馬-」（2005年1月24日） - 北沢屋平右衛門
  - 第35部 第7話「悪代官と十人の盗賊 -八女-」（2005年11月21日） - 徳兵衛
  - 第37部 第23話（SP）「次期将軍を狙った野望 -水戸・江戸-」（2007年9月17日） - 山崎甚五郎
  - 第39部 第14話「悪事をあばく今昔の恋 -宮崎-」（2009年1月26日） - 吉田清左衛門
- 日立スペシャル / 昭和史のなかの家族 空よ海よ息子たちよ（1981年2月23日、TBS）
- 野々村病院物語（1981年、NTV）
- 斬り捨て御免! 第2シリーズ 第10話「女いのちの地獄肌」（1981年、TX） - 多田弥九郎
- 警視庁殺人課 第25話「警視庁殺人課全員殉職! PART-1」、第26話「警視庁殺人課全員殉職! PART-2」（1981年、ANB）
- 西武スペシャル / 季節が変る日（1982年、NTV）
- 東芝日曜劇場→日曜劇場（TBS）
  - 第1350回「坂道」（1982年、CBC）
  - 砂の器（2004年） - 黒木肇
  - ブラックペアン（2018年） - 渡海一郎
  - ノーサイド・ゲーム（2019年）　- 森下章市
  - 危険なビーナス（2020年） - 池田幸義
- 右門捕物帖 第9話「狙われた女金貨」（1983年、NTV）
- 月曜ワイド劇場（ANB）
  - 悲しみの交通刑務所（1983年）
  - 女タクシー運転手（1984年）
- 火曜サスペンス劇場（NTV）
  - 夕陽よ止まれ（1983年） - 検事
  - 二度目のさよなら（1985年）
  - 心身症の犬（1985年） - 鹿児島県警の刑事
  - 消えた郵便配達人（1985年）
  - 当番弁護士
    - 第3作（1997年） - 森刑事
    - 第5作（1998年） - 楠見警部

  - 夜間中学（1998年） - 坪内
  - いのち（1998年） - 桑木和彦
  - ぬくもり（2000年） - 久慈克巳
- 昭和四十六年 大久保清の犯罪（1983年、TBS） - 瀬間彰
- 大岡越前 第7部 第20話「辞世に託した三千両」（1983年、TBS） - 仙造
- 妻たちの熱い午後（1984年、ANB） - 石原
- 時代劇スペシャル（1984年、CX）
  - 同心部屋御用帳 江戸の旋風 - 篠原泰之進
  - 御用牙 - 御子
- ザ・サスペンス / 回転ドアの女（1984年、TBS）
- ニュードキュメンタリードラマ昭和 松本清張事件にせまる 第18回「東條英機暗殺」（1984年、ANB）
- 新大型時代劇（NHK）
  - 宮本武蔵（1984年 - 1985年） - 半瓦の弥次兵衛
  - 真田太平記（1985年）
- 海よ眠れ（1984年、ANB）
- スクール☆ウォーズ 第14話「一年目の奇跡」（1985年、TBS） - 木村康信
- 幕末青春グラフィティ 福沢諭吉（1985年、TBS）
- イエスの方舟 イエスと呼ばれた男と19人の女たち（1985年12月9日、TBS）
- スケバン刑事 第10話「狙われたアタッカー」（1985年、CX） - 大木監督
- 暴れん坊将軍II 第172話「め組が消えた異変街道!」（1986年、ANB） - 荒木右京
- 金曜女のドラマスペシャル / おふくろ殿（1986年、CX）
- 12時間超ワイドドラマ / 風雲江戸城 怒涛の将軍徳川家光（1987年、TX） - 金井半兵衛
- 長七郎江戸日記（NTV / ユニオン映画）
  - 第2シリーズ 第33話「長い銀の箸」（1988年） - 菅野吾平
  - 第3シリーズ 第28話「泪橋越えたら…」（1991年） - 直八
- 八百八町夢日記 第1シリーズ（NTV / ユニオン映画）
  - 第7話「闇の顔役」（1989年） - 戸崎小平太
  - SP「おりん無惨!今蘇る関が原の戦い」（1990年）　- 服部順之進
- 年末時代劇スペシャル / 寛永風雲録（1991年、NTV） - 服部半蔵
- 時代劇スペシャル ご存知!旗本退屈男VII 危うし!加賀百万石 謎の豪商の底知れぬ野望!美女二人・秘められた過去!!（1992年3月26日、ANB）- 辰巳伴十郎
- 江戸の用心棒II 第14話「悪のからくり草紙」（1996年、NTV） - 橋田屋治兵衛
- 踊る大捜査線シリーズ（CX）
  - 踊る大捜査線 歳末特別警戒スペシャル（1997年）
  - 逃亡者 木島丈一郎（2005年） - 町屋忠正
- 鬼平犯科帳 第8シリーズ 第2話「瓶割り小僧」（1998年、CX） - 赤松弥太郎
- 月曜ドラマスペシャル / 刑事クマさん（1998年、TBS）
- 魔女の条件（1999年、TBS） - 広瀬憲一
- アンティーク 〜西洋骨董洋菓子店〜（2001年、CX） - 宗像克雄
- 金曜時代劇→土曜時代劇（NHK）
  - 春が来た（2002年）
  - 忠臣蔵の恋〜四十八人目の忠臣〜（2016年 - 2017年） - 吉田忠左衛門
- 新幹線をつくった男たち（2004年、TX）
- 金曜エンタテイメント / はぐれ泥棒石川悟郎人情事件帳（CX）
- 水曜ドラマ / Dr.倫太郎 第2話（2015年、NTV） - 風間信之介
- 日曜ドラマ / ゆとりですがなにか（2016年、NTV） - 宮下重蔵
- プレミアムドラマ / 全力失踪（2017年、NHK BSプレミアム） - 磯山紘一
- 木曜劇場 / 刑事ゆがみ（2017年、CX） - 星月亘
- プレミアムよるドラマ / 幕末グルメ ブシメシ!（2018年、NHK BSプレミアム） - 須藤仁左衛門
- ドラマ10 / 昭和元禄落語心中（2018年、NHK） - 落語協会会長
- 科捜研の女（2019年） - 古河大儀
- ミス・ジコチョー〜天才・天ノ教授の調査ファイル〜（2019年） - 牧野勇作
- 月曜プレミア8 / ドラマスペシャル 堂場瞬一サスペンス ラストライン 刑事 岩倉剛（2020年6月29日、TX） - 三原康夫[11]
- しかたなかったと言うてはいかんのです（2021年、NHK） - 鳥居一郎 役[12] ※遺作

### 映画
- 戦争と人間 第二部 愛と悲しみの山河（1971年）
- 海軍特別年少兵（1972年）
- 心（1973年）
- わが道（1974年）
- 沖田総司 （1974年）
- 青春の門（1975年）
- 吾輩は猫である（1975年）
- 石坂浩二の金田一耕助シリーズ
  - 犬神家の一族（1976年） - 井上刑事
  - 悪魔の手毬唄（1977年） - 野津刑事
  - 獄門島（1977年） - 坂東刑事
- 不毛地帯（1976年） - 木村二佐
- 大空のサムライ（1976年） - 有川参謀[13]
- 野性の証明（1978年）
- 限りなく透明に近いブルー（1979年）
- 戦国自衛隊（1979年） - 小野三尉
- 遙かなる走路（1980年） - 伊藤少佐
- 動乱（1980年、東映 / シナノ企画） - 伊沢大尉
- 幸福（1981年、東宝） - 刑事[14]
- あゝ野麦峠 新緑篇（1982年、東宝） - 斉藤健一
- 南十字星（1982年、東宝） - 辻参謀
- 幻の湖 （1982年）
- 小説吉田学校（1983年） - 石田博英
- 細雪（1983年）
- 空海（1984年） - 徳一
- 湯殿山麓呪い村（1984年）
- 海と毒薬（1986年）
- 植村直己物語（1986年）
- ブラックボード（1986年） [注釈 2]
- 次郎物語（1987年）
- 敦煌（1988年）
- きけ、わだつみの声 Last Friends（1995年）
- ガメラ2 レギオン襲来（1996年） - 戦闘指揮所の師団長
- 踊る大捜査線シリーズ - 町屋忠正
  - 交渉人 真下正義（2005年）
  - 踊る大捜査線 THE MOVIE3 ヤツらを解放せよ!（2010年）
- おと・な・り（2009年） - 登川七緒の父
- 母と暮せば（2015年） - 年配の男性
- 関ヶ原（2017年） - 柳生石舟斎宗厳

### 舞台

#### こまつ座
※ すべて井上ひさしの作、他団体との共催も含む
- 人間合格（1989年・1992年・1998年・2008年、演出：鵜山仁）
- シャンハイムーン（1991年・1993年、演出：木村光一）
- しみじみ日本・乃木大将（1991年、演出：木村光一）
- きらめく星座（1992年・1996年・1999年、演出：木村光一）
- 雨（1994年・1996年・2002年、演出：木村光一）
- 黙阿彌オペラ（1995年・1997年・2000年、演出：栗山民也）
- 連鎖街のひとびと（2000年・2001年、演出：鵜山仁）
- 化粧二題（2000年、演出：鈴木裕美）
- 兄おとうと（2003年・2006年・2009年、演出：鵜山仁）
- 紙屋町さくらホテル（2003年・2006年・2007年、演出：鵜山仁）
- 父と暮せば（2004年・2005年・2008年・2010年・2011年、演出：鵜山仁）
- 円生と志ん生（2005年・2007年、演出：鵜山仁）
- 闇に咲く花（2008年・2012年、演出：鵜山仁）
- ムサシ（2009年、演出：蜷川幸雄）
- 日本人のへそ（2011年、演出：栗山民也）
- 日の浦姫物語（2012年、演出：蜷川幸雄）
- イーハトーボの劇列車（2013年、演出：鵜山仁）
- 雪やこんこん（2020年、演出：鵜山仁） - 新型コロナウイルス感染拡大を受け公演中止

#### その他
- プリンセス・モリー（東宝）
- ラブコール（東宝）
- 欲望という名の電車（東宝）
- 春の雪（1973年、松竹、脚色・演出：川口松太郎、演出：戌井市郎）
- ボンソワール・オッフェンバック（1976年、上月晃事務所、作：ロジェ・デフォッセ、演出：ニコラ・バタイユ）
- イタリーの麦藁帽子（1977年、ニコラ・バタイユ演技研究会、演出：ニコラ・バタイユ）
- ナスターシャ（1989年、松竹・テレビ東京、原作：フョードル・ドストエフスキー、演出：アンジェイ・ワイダ）
- ミュージカル坂本龍馬（1989年・1991年、原作：司馬遼太郎。主演・西城秀樹。 西郷吉之助役、演出・振付：竹邑類）
- 野田秀樹のから騒ぎ（1990年、東宝、原作：ウィリアム・シェイクスピア、潤色・演出：野田秀樹）
- 野田秀樹の真夏の夜の夢（1992年、東宝、原作：ウィリアム・シェイクスピア、潤色・演出：野田秀樹）
- ガイズ&ドールズ（1993年、東宝、演出：釜紹人）
- ロレンザッチョ（1993年、銀座セゾン劇場、作：アルフレッド・ド・ミュッセ、演出：渡邊守章）
- オセロー（1994年、松竹、作：ウィリアム・シェイクスピア、演出：蜷川幸雄）
- 無愛想な奥様（1995年、自転車キンクリーツカンパニー、作：ロベール・トマ、演出：鈴木裕美）
- GHETTO/ゲットー（1995年、ひょうご舞台芸術、作：ジョシュア・ソボル、演出：栗山民也）
- ハムレット（1995年、銀座セゾン劇場、作：ウィリアム・シェイクスピア、演出：蜷川幸雄）
- キル（1997年、NODA・MAP、作・演出：野田秀樹）
- 紙屋町さくらホテル（1997年、新国立劇場、作：井上ひさし、演出：渡辺浩子）
- メッカへの道（1998年、ひょうご舞台芸術、作：アソル・フガード、演出：栗山民也）
- 本郷菊富士ホテル（1998年、東宝、脚本：マキノノゾミ、演出：栗山民也）
- リチャード三世（1999年、埼玉県芸術文化振興財団、作：ウィリアム・シェイクスピア、演出：蜷川幸雄）
- おばかさんの夕食会（1999年、ひょうご舞台芸術、作：フランシス・フェベール、演出：鵜山仁）
- ピカドン・キジムナー（2001年、新国立劇場、作：坂手洋二、演出：栗山民也）
- ロンサム・ウェスト 神の忘れたまいし土地（2002年、ひょうご舞台芸術、作：マーティン・マクドナー、演出：鵜山仁）
- 奇跡の人（2003年、ホリプロ、作：ウィリアム・ギブスン、演出：鈴木裕美）
- リア王の悲劇（2004年、世田谷パブリックシアター、作：ウィリアム・シェイクスピア、演出：佐藤信）
- もとの黙阿弥 浅草七軒町界隈（2005年、松竹、作：井上ひさし、演出：木村光一）
- 芝居 〜朱鷺雄の城〜（2005年、ひょうご舞台芸術、作：山崎正和、演出：鵜山仁）
- 十二人の怒れる男（2009年、Bunkamura、作：レジナルド・ローズ、演出：蜷川幸雄）
- 夢の泪（2010年、新国立劇場、作：井上ひさし、演出：栗山民也）
- 夢の痂（2010年、新国立劇場、作：井上ひさし、演出：栗山民也）
- タンゴ（2010年、Bunkamura、作：スワボミール・ムロジェック、演出：長塚圭史）
- ピアフ（2011、2013年、2016年、2018 東宝、作：パム・ジェムス、演出：栗山民也）
- ヘンリー四世（2013年、埼玉県芸術文化振興財団、作：ウィリアム・シェイクスピア、演出：蜷川幸雄）
- アルトナの幽閉者（2014年上演予定、新国立劇場、作：ジャン＝ポール・サルトル、演出：上村聡史）
- 皆既食 -Total Eclips-（2014年11月7日 - 11月29日、Bunkamuraシアターコクーン / 12月4日 - 12月7日、シアターBRAVA!、作：クリストファー・ハンプトン、演出：蜷川幸雄） - モーテ・ド・フールヴィル氏 役[15]
- 彩の国シェイクスピア・シリーズ 第32弾『尺には尺を』（2016年5月 - 6月、彩の国さいたま芸術劇場大ホール） - ヴィンセンシオ 役
- 大地(Social Distancing Version)（2020年7月 - 8月、PARCO劇場ほか、作・演出：三谷幸喜） - バチェク 役

### 吹き替え

#### 映画吹き替え
- アベンジャーズ - マザー 役
- 第一容疑者 希望のかけら - トニー・スターディ 役
- ハイ・クライムズ - チャーリー・グライムス 役 ※ソフト版
- ビッグ・バウンス - ウォルター・クルーズ 役
- ムーラン・ルージュ - ハロルド・ジドラー 役

#### ドラマ
- アリー my Love シーズン2 - ジョージ・マディソン 役
- ホーンブロワー 海の勇者 - エドワード・ペリュー 役
- 名探偵ポワロ ひらいたトランプ - ウィーラー警視 役
- メントーズ 〜世界の偉人たちからのメッセージ - ナポレオン・ボナパルト 役

#### アニメ
- アトランティス 失われた帝国 - ローク司令官 役
- トイ・ストーリーシリーズ - Mr.ポテトヘッド（2代目） 役
  - トイ・ストーリー3
  - ハワイアン・バケーション
  - レックスはお風呂の王様
  - トイ・ストーリー・オブ・テラー!
  - トイ・ストーリー 謎の恐竜ワールド
  - トイ・ストーリー4[16]

### ラジオ
- 青春アドベンチャー「着陸拒否」（2008年、NHK-FM）
- 日曜喫茶室（NHK-FM）

### 朗読
- 戯作三昧（原作：芥川龍之介）
- 薄明るい場所・星のない街路樹（原作：北杜夫）
- 神隠し（原作：藤沢周平）

### CM
- SoftBank ソフトバンクでんき篇（2015年 - ）

### その他
- トイ・ストーリー・マニア!（Mr.ポテトヘッド）
- トイボックスプレイハウス（Mr.ポテトヘッド）

## 受賞歴
- 文化庁芸術祭（1976年度） 優秀賞（『ボンソワール・オッフェンバック』出演者一同として[17]）
- 第8回（2001年度）読売演劇大賞 優秀男優賞（一人芝居『化粧二題』）
- 第37回（2002年度）紀伊國屋演劇賞 個人賞（『ロンサム・ウェスト』『雨』）